# Fabrice Blind
 (novembre 2012).
Si vous disposez d'ouvrages ou d'articles de référence ou si vous connaissez des sites web de qualité traitant du thème abordé ici, merci de compléter l'article en donnant les références utiles à sa vérifiabilité et en les liant à la section « Notes et références ».
Pour les articles homonymes, voir Blind.
Fabrice Blind, né le 16 décembre 1965 à Paris, est un acteur français.

## Biographie
Fabrice Blind grandit dans le 14e arrondissement à Paris.
À 15 ans, il tient l’un des premiers rôles d’un téléfilm pour Antenne 2 « Vivre ma vie » et en 1982 découvre le monde de la communication en entrant à Ado FM, dont il deviendra le programmateur musical et l’un des intervenants principaux jusqu’en 1996 avec plus de 5 000 heures d’antenne et près de 500 interviews. 
En 1993, il crée le Top Has Been, émission parisienne d’humour sur la chanson ringarde qui donnera naissance aux « Nuits Has Been » au Balajo.
Il crée en 1993 avec l’aide de son ami Stéphane Bouillaud son premier one-man-show Ingrid, ce qui le mènera de salles en salles à travers la France, du Point-Virgule, qui le découvre, au Chocolat théâtre à Marseille, en passant par le Kafteur de Strasbourg, le Bouffe Scène à Nice, le Vertigo à Nancy, le théâtre de Poche à Nantes.
Philippe Bouvard le choisira pour son spectacle Le pied à l’étrier à Bobino en 1993.
Il apparaît à la télévision dans des émissions comme Les Grosses Têtes, La Classe (40 passages), « 40° à l’ombre » et recevra le trempoint d’or du meilleur jeune talent décerné par le Point-Virgule.
En 1995, il écrit et interprète avec Jean-Luc Lemoine la pièce Mon colocataire est une merde ! qui restera plus d’un an à l’affiche du Point-Virgule. C’est dans ce lieu que le scénariste Michel Delgado les découvre et leur propose d’adapter cette œuvre pour le cinéma. Quatre ans plus tard, en juin 1999, sort le fruit de leur collaboration, le film Recto/Verso de Jean-Marc Longval avec Smaïn, Michel Muller, Linda Hardy.
Parallèlement, en 1998, Michel Delgado lui propose de coécrire un nouveau One Man Show sur les entretiens d’embauche Voilà le travail !. Fabrice Blind sera encore plus d’un an à l’affiche du Point-Virgule. Il devient l’un des piliers de l’émission « Les coups d’humour » sur TF1 et part en tournée avec eux. Il apparaîtra aux côtés de Michel Drucker dans Vivement dimanche et est sélectionné pour le plateau best of de Rire et Chansons, partenaire de son spectacle. Il est élu meilleur One Man Show 1998 par les Baladins des petites scènes (SACD). 
Il ira à nouveau présenter son spectacle en province et participera à une douzaine de festivals d’humour : le festival de Montreux (Suisse), le festival de Rochefort (Belgique), Performances d’acteurs (Cannes) puis Talenscope de Moret sur Loing, Verviers (Belgique), Les Fêtes de Genève, Festival d’Èze, Festival de Longjumeau (1er prix).
Lors du Festival de Puy St Vincent en janvier 2000, il rencontre Delphine Sagot. Ils cherchent alors un projet commun. Quelques mois plus tard, Fabrice Blind décide d’écrire la suite de Mon colocataire est une merde ! et donne naissance avec la complicité de Michel Delgado à Mon colocataire est une garce ! où il partagera la scène avec sa compagne. La pièce, mise en scène par Annie Zottino, se crée à Nantes en novembre 2000 et à Bordeaux en décembre 2000. Après plusieurs mois de tournée, ils s’installent au Point-Virgule pour deux saisons triomphales[réf. nécessaire] en 2002 et 2003. Après plus de 250 dates en France, ils redémarrent une 3e saison à Paris dans un nouveau théâtre de 260 places Le Mery en août 2003. Enfin ils font une tournée en Belgique et dans les Caraïbes au printemps 2003. 
Entretemps Fabrice Blind cosigne une nouvelle comédie avec Michel Delgado et Nelly Marre intitulée On vous rappellera. Cette pièce sur le thème du casting, interprétée par Geneviève Gil et Jack s’est jouée au Point-Virgule d’avril à juin 2003 et en province. Elle a été également jouée d’août 2003 à mars 2004 au théâtre Le Triomphe à Paris.
Parallèlement, il est l’un des acteurs les plus prolifiques dans le domaine des films d’entreprise. Il a tourné depuis 1996 plus de 700 films pour la CEGOS et ASB Publishing (conseils et formations en entreprise)[réf. nécessaire].
En 2004 et 2005, il est l’interprète et le coauteur avec Michel Delgado d’une nouvelle pièce de théâtre intitulée « La Fille Aux Pères », renommée par la suite « une envie folle » qu’il joue aux côtés d’Émilie Wawerla et de Gilles Hoyer. Il s’agit de la première comédie française sur le thème de l’homoparentalité. Cette création a vu le jour le 16 mars 2004 à Marseille et s’est déjà jouée une cinquantaine de fois en province. Elle fut programmée à Paris au théâtre Le Mery de novembre 2004 à mai 2005.
Il est également auteur avec Michel Delgado d’une nouvelle comédie en 2005, Tous mes vœux de bonheur avec Isabelle Parsy, Cédric Clodic et Jeff Didelot qui a été créé le 2 février à Bruxelles. Cette pièce sera en tournée en province tout le printemps (60 dates) et durant tout le festival d’Avignon au Forum. Elle s’est installée au Point-Virgule en 2005 pour une saison.
Par ailleurs, il a tourné et coécrit de nombreux sketches télévisés à plusieurs personnages, produit par Philippe Vaillant Organisation, diffusés à l’automne 2004 sur la chaîne Comédie ! et Paris Première dans l’émission Les Chéris d’Anne avec Anne Roumanoff.
Depuis novembre 2005, il joue à la Comédie République son succès Mon colocataire est une garce après un nouveau succès au festival off d’Avignon en juillet 2005 et 2006 au théâtre Le Paris. 
La comédie a été jouée 1500 fois devant plus de 250 000 personnes. C’est sa sixième saison dans la capitale.
En 2006, il revient également à la radio et devient l’un des animateurs de l’émission Made in blague sur Rire et Chansons.
En 2007, il retrouve Michel Delgado pour écrire une suite à Mon colocataire est une garce. Ma colocataire est ENCORE une garce ! sera créée le 4 mai 2007 à Alès au Pelousse Paradise. La pièce est programmée à Avignon en 2007 et depuis le 18 janvier 2008 à Paris au Palais des Glaces et à La Comedie de Paris (Trois ans à Paris).
En automne 2007, il a tourné dans le premier film de Michel Delgado Bouquet final (sortie en novembre 2008) aux côtés de Didier Bourdon et Gérard Depardieu et en décembre 2007, il est l’un des acteurs de la série Palizzi réalisée par Jean Dujardin.
En juillet et août 2008, il est le héros d’un programme court produit par Sébastien Cauet Code barge qui sera diffusé tous les jours sur TF1 pendant l’été et en janvier 2011, crée sa nouvelle comédie La vie en vert coécrit avec ses complices Michel Delgado et Carole Fonfria au Palais des Glaces avec Fabrice Blind, Izabelle Laporte, Olivier Sir John et Marco Hellard.
Il est en septembre 2012 l'un des acteurs de la série C'est la crise conçue et interprétée par Anne Roumanoff, produite par CALT. Il est en tournée dans toute la France avec ses pièces Mon colocataire est une garce et Ma colocataire est encore une garce.
En 2011, il crée La pièce La vie en Vert au Palais des Glaces avec Izabelle Laporte, Olivier Sir John et Marco Hellard (co-écrit avec Michel Delgado et Carole Fonfria) 
En 2014 et 2015, il co-écrit et interprète sa nouvelle pièce La guerre des Garces à la Comédie de Paris, à L'archipel et dans toute la France en tournée.  
En 2015, il co-écrit la pièce Maintenant renommée par la suite 2 ans et 3 jours avec Isabelle Rougerie et Arnaud Romain. (Avignon 2015, interprétée par Isabelle Rougerie et Jean David Stepler)